# Брашир (Мисури)
Брашир (енгл. Brashear) град је у америчкој савезној држави Мисури.

## Демографија
По попису из 2010. године број становника је 273, што је 7 (-2,5%) становника мање него 2000. године.
| Група             | 2000.       | 2010.       |
| Белци             | 270 (96,4%) | 261 (95,6%) |
| Афроамериканци    | 0 (0,0%)    | 0 (0,0%)    |
| Азијати           | 0 (0,0%)    | 2 (0,7%)    |
| Хиспаноамериканци | 4 (1,4%)    | 0 (0,0%)    |
| Укупно            | 280         | 273         |